# Stilbuloida doddi
Stilbuloida doddi is een vliesvleugelig insect uit de familie Eucharitidae. De wetenschappelijke naam is voor het eerst geldig gepubliceerd in 1906 door Bingham.